# Pelomys fallax
Pelomys fallax is een knaagdier uit het geslacht Pelomys dat voorkomt in Zuidwest-Oeganda, Zuid-Kenia, Tanzania, Oost- en Zuid-Congo-Kinshasa, Angola, Zambia, Malawi, Mozambique, Zimbabwe en Noord-Botswana. Het is de meest wijdverbreide soort van het geslacht. In het Laat-Pleistoceen kwam hij ook voor in KwaZoeloe-Natal (Zuid-Afrika). Er is een grote geografische variatie tussen de verschillende populaties van deze soort en mogelijk bestaan er meerdere soorten binnen de huidige definitie van P. fallax.
De rug is roodbruin tot geel, de onderkant vuilwit of lichtbruin. De staart is van boven zwart en van onder wit of geelbruin. De vijfde vinger is kort en draagt in plaats van een klauw een nagel. De totale lengte bedraagt 22 tot 36,5 cm, de staartlengte 11,4 tot 18,3 cm en het gewicht 100 tot 170 gram.
Deze soort komt voor op savannes, waar hij op droge grond bij natte gebieden leeft. Het dier eet zaden en jong riet en gras. Nesten van tot vier jongen worden in de zomer geboren. Het dier is voornamelijk 's nachts actief; het slaapt in zelfgemaakte holen.
Pelomys campanae · Pelomys fallax · Pelomys hopkinsi · Pelomys isseli · Pelomys minor